# Château de Šariš
Le château de Šariš (Sáros vára en hongrois) est un château fort en ruine situé à Veľký Šariš près de Prešov en Slovaquie à une altitude de 570 m. 
Il a donné son nom à la région slovaque de Šariš, et à l'ancien comitat de Sáros du royaume de Hongrie.

## Histoire
Le château est évoqué dans des écrits anciens sous les formes castrum Sarus 1245 et castrum de Saarus en 1312 ou encore arx Saros.
Le château fut construit au XIIIe siècle et reconstruit au XVe siècle et XVIe siècle. Il fut détruit par un incendie en 1687.

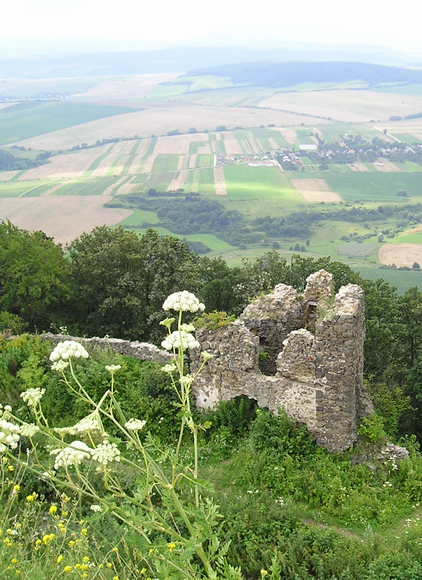
Vue vers l'ouest - Medzany

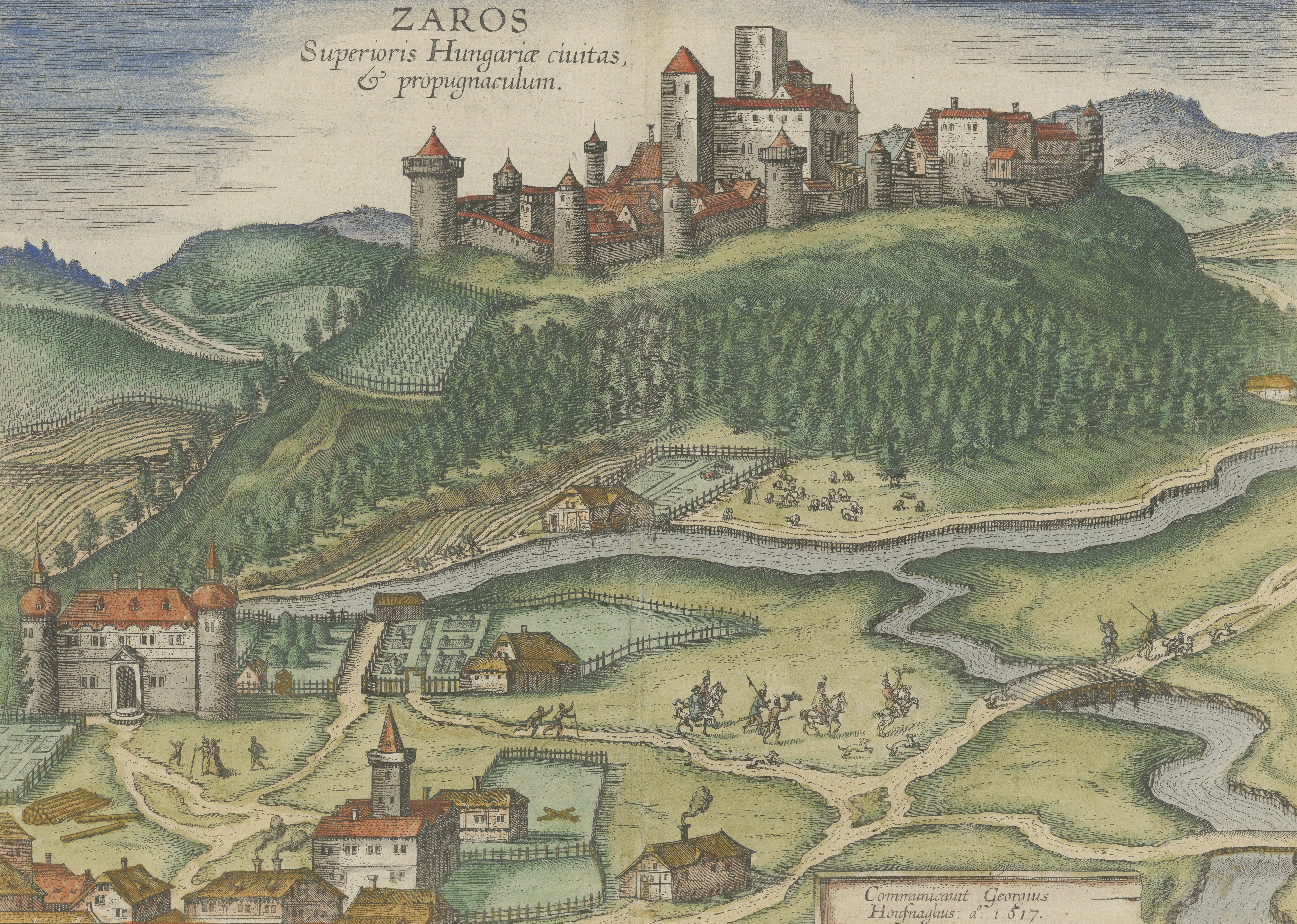
Gravure du château d'après Joris Hoefnagel (1617)